# All-Ireland Senior Football Championship 1888
L'All-Ireland Senior Football Championship 1888 fu l'edizione numero 2 del principale torneo di calcio gaelico irlandese. Il torneo non si concluse poiché gli organi più importanti della Gaelic Athletic Association si trasferirono in Canada e negli USA per promuovere i Giochi di Tailteann e gli sport gaelici, senza successo. Al rientro dal tour, nonostante i tornei provinciali vennero disputati, l'All-Ireland vero e proprio non si tenne.

## Finali provinciali

### Leinster
| Inchicore 1888 | Kilkenny | 1-04 – 0-02 | Wexford |  |

### Munster
| 1888 | Tipperary | Vittoria – Rinuncia | Limerick |  |

### Ulster
| 1888 | Monaghan | 0-02 – 0-02 | Cavan |  |

| 1888 | Monaghan | 0-03 – 0-00 | Cavan |  |